# 2010 au Gabon
Cet article présente les faits marquants de l'année 2010 au Gabon.

## Évènements

### Février
- Samedi 13 février 2010 : la Compagnie des mines d'uranium de Franceville (COMUF), filiale à 68,4 % du groupe nucléaire français Areva, annonce avoir déposé une plainte contre X à la suite du déversement de déchets chimiques supposés toxiques sur son site de Mounana, à 90 km au nord de Franceville[1].

- Mercredi 24 février 2010 : le président français Nicolas Sarkozy rend une visite d'une journée au président Ali Bongo.

### Mars
- Mardi 2 mars 2010 : le ministère de l'Intérieur annonce que le Gabon a expulsé la semaine précédente 358 immigrés clandestins sans papiers ou avec papiers périmés, dont 232 par bateau : « Certains résidaient dans notre pays depuis longtemps sans jamais chercher à se régulariser. ».

### Août
- Samedi 14 août 2010 : le Gabon a signé pour 4,5 milliards de dollars (3,5 milliards d'euros) de contrats « avec des multinationales de l'Inde et de Singapour » pour des projets d'infrastructures « touchant des programmes clés du projet pour le Gabon Emergent ». Ces investissements concernent « les infrastructures routières avec 1 000 km de routes », la création d'une zone économique spéciale à Nkok (près de Libreville) « dédiée à la transformation du bois », des cultures de palme à Mouila (région de Ngounié, centre sud) et à Tchibanga (région de Nyanga, sud) et 5 000 logements sociaux. Ces travaux devraient générer « plus de 50 000 emplois directs et indirects au cours des diverses phases de mise en œuvre »[2].

### Septembre
- Mercredi 22 septembre 2010 : l'agglomération de Port-Gentil, capitale économique du pays, est en proie à une pénurie d'eau potable à cause de l'arrêt partiel depuis 3 jours de la production de la station de traitement d'eau de Mandorové qui l'alimente, en raison d'un niveau élevé de salinité. La quantité d'eau encore totalement potable fournie par les forages du fleuve Ogooué ne couvre plus que 30 % de la consommation de l'agglomération. Les pluies importantes des derniers mois dans la région ont provoqué une baisse des eaux de l'Ogouée[pas clair], ce qui a entraîné une montée de l'eau de mer vers le fleuve, rendant la production de Mandorové et d'autres forages impropre à la boisson[3].

### Octobre
- Samedi 16 octobre 2010 : premier anniversaire de la présidence d'Ali Bongo, porté à la tête du Gabon à l'issue d'une élection présidentielle anticipée organisée fin août 2009, à la suite du décès de son père Omar Bongo Ondimba.

- Mercredi 20 octobre 2010 : le président Ali Bongo annonce « une révision de la Constitution » avec modification de « trois paragraphes et 36 articles », notamment sur l'organisation des élections présidentielle et parlementaires.

- Lundi 25 octobre 2010 : les Nations unies annoncent l'ouverture à Libreville en janvier 2011 d'un bureau régional pour l'Afrique centrale, dans le but d'aider la sous-région à prévenir les confits et à traiter des problèmes de paix et de sécurité.

### Novembre
- Mercredi 10 novembre 2010 : le Parti démocratique gabonais (PDG) estime que la Cour de cassation française s'est « ridiculisée » en autorisant l'enquête sur le patrimoine en France de présidents africains et de leurs proches dans l'affaire des « biens mal acquis » : « La Cour de cassation s'est totalement ridiculisée en se fondant sur des arguments […] saugrenus […] Ces magistrats français, arrière-garde nostalgique d'un temps révolu, ne croient pas au droit international qu'ils foulent aux pieds mais en la loi du plus fort et à la supériorité affirmée d'un civilisation au nom de laquelle pourtant les pires crimes ont été commis et sont toujours restés impunis au mépris du droit des peuples opprimés et spoliés par leurs congénères […] En décidant que les activistes français de TI, dont les desseins cachés et donneurs d'ordre sont connus, avaient un intérêt à agir […] la Cour de cassation s'est d'abord ridiculisée aux yeux de ceux qui y voyaient un temple du droit [… et a] créé un précédent extrêmement fâcheux, source […] de tensions diplomatiques en s'inscrivant contre toutes les règles établies du droit international […] Les décisions de justice sont rendues en France "au nom du peuple français". Au nom de quoi le "peuple français" serait-il légitime pour juger des faits qui ne le concernent en rien ? […] En s'arrogeant au nom d'une prétendue compétence universelle […] le droit d'engager des poursuites pour des faits relevant d'autre États, les juges français ont cédé à un penchant courant chez tous ceux qui en Occident n'ont rien appris de l'Histoire […Le PDG se] réserve le droit de lancer toute action visant à assurer l'échec » de la procédure[4].

- Mercredi 29 novembre 2010 : selon des notes diplomatiques  américaines datant de juillet 2009 et divulguées par WikiLeaks, près de 30 millions d'euros auraient été détournés de la Banque des États de l'Afrique centrale (BEAC) à son profit par le défunt président gabonais Omar Bongo et son fils Ali, alors ministre de la défense et candidat à la présidence. Une partie de ces fonds aurait aussi profité à des partis politiques français[5],[6].